# Rodax

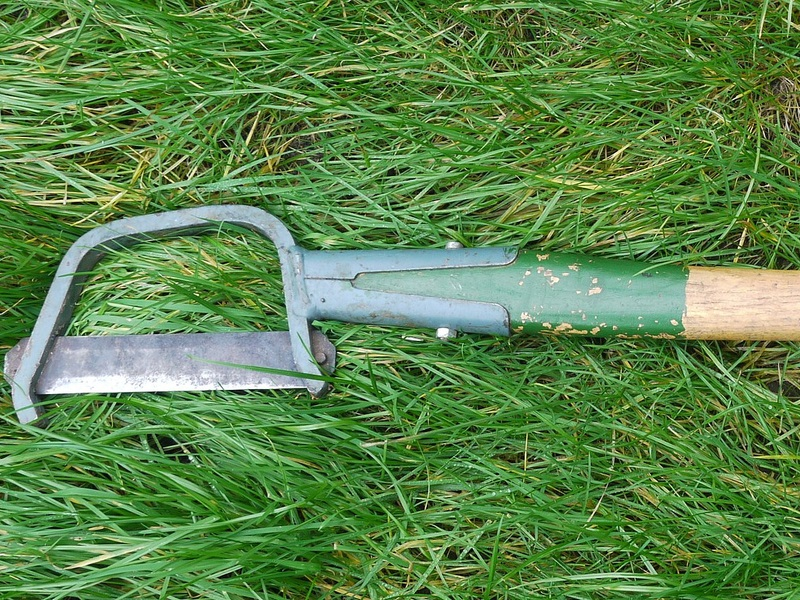
Een rodax

Een rodax, soms ook 'Zweedse rodax' of 'snoeibijl' genoemd, is een handgereedschap, dat gebruikt wordt om mee te hakken. Hij heeft een zelfde steel als een bijl maar hij is veel lichter dan een bijl van gelijke lengte. Daardoor wordt er gehakt met minder kracht maar met een hogere snelheid, waardoor de impuls vergelijkbaar is. Een ander verschil met een bijl is dat een rodax een hardstalen snijmes heeft dat eenvoudig vervangen kan worden doordat het ingeklemd is in een beugel die naar buiten veert.

## Toepassing
De rodax wordt voornamelijk gebruikt voor opkronen en het omhakken van opschot (jonge opkomende bomen en struiken). De beugel waar het mes in zit maakt hem ongeschikt voor het hakken van dik hout of om te kloven.